# Афридії
Афридії (пушту اپريدی, множина пушту اپريدي; урду آفریدی) — субетнічна група (племінне об'єднання) пуштунів. Живуть переважно у Пакистані, в меншій кількості — в Афганістані, афридійські мігранти живуть також в Індії, головним чином в штатах Уттар-Прадеш, Біхар і Джамму і Кашмір.

## Виноски
1. ↑   Афганці. // Національна структура українського суспільства. Довідник. / Євтух В. Б. Та інші. — Київ: Наукова думка, 2004. С. 205. ISBN 966-00-0360-9.